# Charlotte Greenwood
Charlotte Greenwood, född 25 juni 1890 i Philadelphia, Pennsylvania, död 28 december 1977 i Los Angeles, Kalifornien, var en amerikansk skådespelare och dansare.
Greenwood debuterade på Broadway 1912 och medverkade fram till 1951 i ett flertal framgångsrika musikaler och revyer. Hon blev framförallt berömd för sin längd och sina akrobatiska färdigheter på scen. Greenwood medverkade även i över 30 filmer.
Hon har en stjärna på Hollywood Walk of Fame för insatser inom radio.